# 洒渔镇
洒渔镇，是中华人民共和国云南省昭通市昭阳区下辖的一个镇。
2012年9月22日，云南省人民政府批复同意撤销洒渔乡，设立洒渔镇。

## 行政区划
洒渔镇下辖以下地区：
三台村、联合村、大桥村、白鹤村、巡龙村、弓河村、新立村、新海村和居乐村。

## 中国传统村落
2013年8月，巡龙村被评为第二批中国传统村落。